# Discografia de Rod Stewart
A seguir está a discografia do cantor britânico Rod Stewart. Ao longo de sua carreira, ele vendeu 120 milhões de discos no mundo todo, o que o torna um dos artistas musicais mais vendidos da história. De acordo com a Recording Industry Association of America (RIAA), ele vendeu 46,6 milhões de álbuns e singles nos EUA. A Billboard o classificou como o 15º maior artista de todos os tempos (6º entre os solistas masculinos). Ele também é o 20º maior artista da Hot 100 e o 13º maior da Billboard 200 de todos os tempos.

## Álbuns

### Álbuns de estúdio
| Ano  | Álbum                                                 | Melhor posição | Melhor posição | Melhor posição | Melhor posição | Melhor posição | Melhor posição | Melhor posição | Melhor posição | Melhor posição | Melhor posição | Vendas                        | Certificações                                                                                  |
| Ano  | Álbum                                                 | RU             | AUS            | CAN            | ALE            | JPN            | HOL            | NOR            | NZ             | SUE            | EUA            | Vendas                        | Certificações                                                                                  |
| ---- | ----------------------------------------------------- | -------------- | -------------- | -------------- | -------------- | -------------- | -------------- | -------------- | -------------- | -------------- | -------------- | ----------------------------- | ---------------------------------------------------------------------------------------------- |
| 1969 | An Old Raincoat Won't Ever Let You Down               | —              | 31             | —              | —              | —              | —              | —              | —              | —              | 139            | - EUA: 250,000                |                                                                                                |
| 1970 | Gasoline Alley                                        | 62             | 24             | 32             | —              | —              | —              | —              | —              | —              | 27             |                               |                                                                                                |
| 1971 | Every Picture Tells a Story                           | 1              | 1              | 1              | 23             | 84             | 2              | 9              | —              | —              | 1              | - EUA: 2,500,000              | - BPI: Ouro - RIAA: Platina                                                                    |
| 1972 | Never a Dull Moment                                   | 1              | 3              | 1              | 37             | 56             | 2              | 8              | —              | —              | 2              | - RU: 1,000,000               | - RIAA: Ouro                                                                                   |
| 1974 | Smiler                                                | 1              | 8              | 11             | —              | 65             | —              | 19             | 29             | —              | 13             |                               | - BPI: Ouro                                                                                    |
| 1975 | Atlantic Crossing                                     | 1              | 1              | 21             | 11             | 87             | 2              | 1              | 2              | 5              | 9              | - AUS: 400,000 - SUE: 200,000 | - BPI: Platina - ARIA: 4× Platina - BVMI: Ouro - RIAA: Ouro                                    |
| 1976 | A Night on the Town                                   | 1              | 1              | 1              | 29             | 23             | 5              | 1              | 1              | 1              | 2              | - RU: 1,000,000 - SUE: 50,000 | - BPI: Platina - ARIA: 6× Platina - MC: 2× Platina - RIAA: 2× Platina                          |
| 1977 | Foot Loose & Fancy Free                               | 3              | 1              | 1              | 34             | 19             | 1              | 6              | 1              | 6              | 2              |                               | - BPI: Platina - ARIA: 4× Platina - MC: 4× Platina - RIAA: 3× Platina                          |
| 1978 | Blondes Have More Fun                                 | 3              | 1              | 1              | 9              | 2              | 3              | 2              | 1              | 1              | 1              | - RU: 600,000 - SUE: 200,000  | - BPI: Platina - ARIA: 2× Platina - BVMI: Ouro - RIAA: 3× Platina                              |
| 1980 | Foolish Behaviour                                     | 4              | 9              | 21             | 23             | 19             | 8              | 12             | 3              | 3              | 12             |                               | - BPI: Platina - MC: Platina - RIAA: Platina                                                   |
| 1981 | Tonight I'm Yours                                     | 8              | 11             | 1              | 42             | 19             | 12             | 20             | 4              | 2              | 11             |                               | - BPI: Ouro - ARIA: Platina - MC: 2× Platina - RIAA: Platina                                   |
| 1983 | Body Wishes                                           | 5              | 14             | 15             | 2              | 19             | 6              | 10             | 25             | 3              | 30             |                               | - BPI: Ouro - BVMI: Platina - MC: Platina                                                      |
| 1984 | Camouflage                                            | 8              | 34             | 31             | 6              | 17             | 13             | 16             | —              | 7              | 18             |                               | - BPI: Prata - RIAA: Ouro                                                                      |
| 1986 | Every Beat of My Heart                                | 5              | 26             | 9              | 4              | 28             | 13             | 12             | —              | 3              | 28             |                               | - BPI: Ouro - BVMI: Ouro                                                                       |
| 1988 | Out of Order                                          | 11             | 23             | 2              | 6              | 67             | 37             | 11             | 47             | 1              | 20             |                               | - BPI: Ouro - GLF: Ouro - MC: 5× Platina - RIAA: 2× Platina                                    |
| 1991 | Vagabond Heart                                        | 2              | 1              | 2              | 3              | 34             | 31             | 6              | 2              | 2              | 10             |                               | - BPI: Platina - ARIA: Platina - BVMI: Platina - GLF: Platina - MC: 3× Platina - RIAA: Platina |
| 1995 | A Spanner in the Works                                | 4              | 28             | 2              | 9              | 26             | 23             | 6              | 13             | 2              | 35             |                               | - BPI: Ouro - MC: Platina - RIAA: Ouro                                                         |
| 1998 | When We Were the New Boys                             | 2              | —              | 25             | 16             | 48             | —              | —              | —              | 6              | 44             | - EUA: 285,000                | - BPI: Ouro                                                                                    |
| 2001 | Human                                                 | 9              | 55             | —              | 9              | 66             | —              | —              | —              | 13             | 50             |                               | - BPI: Ouro                                                                                    |
| 2002 | It Had to Be You: The Great American Songbook         | 8              | 5              | 10             | 26             | 238            | 11             | 16             | 46             | 24             | 4              |                               | - BPI: 2× Platina - ARIA: 4× Platina - GLF: Ouro - MC: 3× Platina - RIAA: 3× Platina           |
| 2003 | As Time Goes By: The Great American Songbook II       | 4              | 7              | 1              | 38             | 152            | 35             | —              | 42             | 8              | 2              |                               | - BPI: 2× Platina - ARIA: 2× Platina - GLF: Ouro - MC: 2× Platina - RIAA: 2× Platina           |
| 2004 | Stardust: The Great American Songbook III             | 3              | 8              | 1              | —              | 40             | 13             | 17             | 29             | 3              | 1              |                               | - BPI: Platina - ARIA: Platina - GLF: Platina - RIAA: Platina - RMNZ: Ouro                     |
| 2005 | Thanks for the Memory: The Great American Songbook IV | 3              | 15             | 2              | 59             | 83             | 33             | —              | 20             | 5              | 2              |                               | - BPI: Platina - ARIA: Ouro - GLF: Ouro - RIAA: Platina                                        |
| 2006 | Still the Same... Great Rock Classics of Our Time     | 4              | 16             | 1              | 8              | 30             | 51             | —              | 1              | 5              | 1              | - RU: 362,941                 | - BPI: Platina - ARIA: Platina - GLF: Ouro - MC: Platina - RIAA: Ouro - RMNZ: 2× Platina       |
| 2009 | Soulbook                                              | 9              | 11             | 3              | 33             | 71             | 95             | —              | 4              | 4              | 4              |                               | - BPI: 2× Platina - ARIA: Platina - GLF: Ouro - MC: Platina - RMNZ: Platina                    |
| 2009 | Fly Me to the Moon: The Great American Songbook V     | 5              | 4              | 4              | 25             | 104            | 78             | —              | 9              | 3              | 4              | - EUA: 363,000                | - BPI: Ouro - ARIA: Ouro - MC: Ouro                                                            |
| 2012 | Merry Christmas, Baby                                 | 2              | 3              | 1              | 22             | 94             | 6              | 7              | 1              | 2              | 3              | - RU: 636,000 - EUA: 858,000  | - BPI: 2× Platina - ARIA: 2× Platina - MC: 3× Platina - RIAA: Platina - RMNZ: 2× Platina       |
| 2013 | Time                                                  | 1              | 6              | 4              | 4              | 25             | 34             | 25             | 5              | 7              | 7              | - EUA: 141,000                | - BPI: 2× Platina - MC: Ouro                                                                   |
| 2015 | Another Country                                       | 2              | 9              | 25             | 7              | 103            | 15             | 20             | 8              | 14             | 20             |                               | - BPI: Platina                                                                                 |
| 2018 | Blood Red Roses                                       | 1              | 15             | 49             | 12             | —              | 51             | —              | —              | 9              | 62             | - RU: 146,010                 | - BPI: Ouro                                                                                    |
| 2021 | The Tears of Hercules                                 | 5              | 39             | —              | 17             | —              | 81             | —              | —              | 46             | —              | - RU: 78,406                  | - BPI: Prata                                                                                   |
| 2024 | Swing Fever com Jools Holland                         | 1              | 19             | —              | 4              | —              | —              | —              | —              | —              | —              |                               | - BPI: Prata                                                                                   |

### Álbuns ao vivo
| Ano  | Álbum                                                        | Melhor posição | Melhor posição | Melhor posição | Melhor posição | Certificações                                                            |
| Ano  | Álbum                                                        | RU             | AUS            | NZ             | EUA            | Certificações                                                            |
| ---- | ------------------------------------------------------------ | -------------- | -------------- | -------------- | -------------- | ------------------------------------------------------------------------ |
| 1974 | Coast to Coast: Overture and Beginners (Rod Stewart & Faces) | 3              | —              | —              | 63             |                                                                          |
| 1982 | Absolutely Live                                              | 35             | 41             | 22             | 46             | - MC: Platina - RIAA: Ouro                                               |
| 1993 | Unplugged...and Seated                                       | 2              | 4              | 13             | 2              | - BPI: Platina - ARIA: Platina - MC: 3× Platina - RIAA: 3× Multi-Platina |
| 2014 | Live 1976–1998: Tonight's the Night                          | 82             | —              | —              | —              |                                                                          |

### Álbuns de compilação
| Ano  | Álbum | Melhor posição | Melhor posição | Melhor posição | Melhor posição | Certificações                                                       |
| Ano  | Álbum | RU             | AUS            | NZ             | EUA            | Certificações                                                       |
| ---- | --- | -------------- | -------------- | -------------- | -------------- | ------------------------------------------------------------------- |
| 1972 | Sing It Again Rod | 1              | 11             | —              | 31             | - BPI: Ouro - MC: Platina - RIAA: Ouro                              |
| 1976 | The Best of Rod Stewart                                                                                              | 19             | 13             | 9              | 90             | - BPI: Ouro - BVMI: 3× Ouro - MC: Platina - RIAA: Ouro              |
| 1977 | The Best of Rod Stewart Vol. 2                                                                                       | —              | —              | —              | 102            |                                                                     |
| 1979 | Greatest Hits, Vol. 1                                                                                                | 1              | 1              | 1              | 22             | - BPI: Platina - BVMI: Ouro - MC: 4× Platina - RIAA: 3× Platina     |
| 1989 | The Best of Rod Stewart                                                                                              | 3              | 7              | 2              | —              | - BPI: 8× Platina - ARIA: 5× Platina - BVMI: 2× Platina             |
| 1989 | Storyteller - The Complete Anthology: 1964-1990                                                                      | 23             | 5              | 1              | 54             | - BPI: Ouro - ARIA: Ouro - MC: Ouro - RIAA: 2× Platina - RMNZ: Ouro |
| 1990 | Downtown Train – Selections from the Storyteller Anthology                                                           | —              | —              | —              | 20             | - MC: 2× Platina - RIAA: 2× Platina                                 |
| 1992 | The Mercury Anthology                                                                                                | —              | —              | —              | —              |                                                                     |
| 1993 | Lead Vocalist | 3              | 96             | 32             | —              | - BPI: Prata                                                        |
| 1996 | If We Fall in Love Tonight                                                                                           | 8              | 22             | 11             | 19             | - ARIA: Platina - BPI: Platina - RIAA: Platina                      |
| 1999 | Reason to Believe | —              | —              | —              | —              |                                                                     |
| 2001 | A Little Misunderstood, The Sixties Sessions                                                                         | —              | —              | —              | —              |                                                                     |
| 2001 | The Story So Far: The Very Best of Rod Stewart                                                                       | 7              | 15             | 1              | 40             | - BPI: 4× Platina - ARIA: 2× Platina - RMNZ: 5× Platina             |
| 2002 | Reason to Believe: The Complete Mercury Studio Recordings                                                            | —              | —              | —              | —              |                                                                     |
| 2003 | Encore: The Very Best Of – Vol. 2                                                                                    | —              | —              | —              | 66             |                                                                     |
| 2003 | Changing Faces – The Very Best of Rod Stewart & The Faces: The Definitive Collection 1969–1974 (Rod Stewart & Faces) | 13             | —              | —              | —              |                                                                     |
| 2005 | Gold | 126            | —              | —              | —              |                                                                     |
| 2006 | The Very Best of Rod Stewart                                                                                         | 160            | —              | —              | —              |                                                                     |
| 2007 | The Seventies Collection                                                                                             | 20             | —              | —              | —              |                                                                     |
| 2007 | The Complete American Songbook – Volumes I, II, III & IV                                                             | 13             | —              | —              | —              | - BPI: Ouro - MC: 3× Multi-Platina                                  |
| 2008 | Some Guys Have All the Luck / The Definitive Rod Stewart                                                             | 19             | —              | 27             | 21             | - BPI: 3× Platina - MC: Platina                                     |
| 2009 | The Rod Stewart Sessions 1971–1998                                                                                   | —              | —              | —              | —              |                                                                     |
| 2011 | The Best Of... The Great American Songbook                                                                           | 42             | —              | 7              | 49             | - BPI: Prata                                                        |
| 2013 | Rarities | 35             | —              | —              | —              |                                                                     |
| 2018 | Handbags & Gladrags: The Essential                                                                                   | 39             | —              | —              | —              |                                                                     |
| 2019 | You're in My Heart: Rod Stewart with the Royal Philharmonic Orchestra                                                | 1              | 3              | 35             | —              | - BPI: Platina                                                      |